# Dominik Egli
Dominik Egli (* 20. August 1998 in Frauenfeld) ist ein Schweizer Eishockeyspieler, der seit Juli 2024 beim Frölunda HC aus der Svenska Hockeyligan (SHL) unter Vertrag steht und dort auf der Position des Verteidigers spielt. Zuvor absolvierte Egli unter anderem 340 Spiele für den EHC Kloten, EHC Biel, SC Rapperswil-Jona Lakers und HC Davos in der Schweizer National League.

## Karriere
Egli begann seine Laufbahn in der Jugend des EHC Frauenfeld als Torhüter, sammelte aber auch gelegentlich Erfahrung als Feldspieler und verliess alsbald den Goalieposten. Über die Stationen EHC Winterthur und PIKES EHC Oberthurgau kam er im Sommer 2016 in die Nachwuchsabteilung des EHC Kloten. In der Saison 2016/17 gab das inzwischen als Verteidiger auflaufende Talent sein Debüt für die Klotener in der National League A (NLA). Er war damit der erste Absolvent des Konzepts Thurgauer Sporttagesschule Frauenfeld (TSTF), der den Sprung in die höchste Schweizer Eishockeyliga schaffte. Darüber hinaus sammelte Egli dank einer B-Lizenz weitere Spielpraxis beim EHC Winterthur in der National League B (NLB). Mit Kloten gewann Egli im Frühjahr 2017 den Schweizer Cup.
Im Sommer 2018 verliess Egli den EHC Kloten und spielte eine Saison für den EHC Biel. Anschliessend folgten zwei Jahre bei den SC Rapperswil-Jona Lakers. Dabei war Egli in der Saison 2019/20 mit 36 Scorerpunkten in 45 Partien der offensivstärkste Schweizer Verteidiger in der National League. Im Januar erhielt Egli einen Vertrag bis Ende der Spielzeit 2023/24 beim HC Davos. Mit dem HCD gewann der Abwehrspieler zum Jahreswechsel 2023 die 95. Auflage des traditionsreichen Spengler Cups. Im Sommer 2024 wechselte der Schweizer nach 340 Partien in der höchsten Schweizer Spielklasse zum Frölunda HC aus der Svenska Hockeyligan (SHL).

### International
Mit der Schweizer U20-Nationalmannschaft bestritt Egli die U20-Junioren-Weltmeisterschaft 2018, nachdem er bereits seit der Saison 2013/14 in den Juniorennationalteams der Swiss Ice Hockey Federation zum Einsatz gekommen war. Sein Debüt in der Schweizer A-Nationalmannschaft feierte der Abwehrspieler im Rahmen des Deutschland Cup 2019. In der Folge absolvierte er die Weltmeisterschaft 2022, die die Eidgenossen auf dem fünften Rang beendeten und anschliessend die Weltmeisterschaft 2025. Dort gewann er mit der Mannschaft die Silbermedaille.

## Erfolge und Auszeichnungen
- 2017 Schweizer Cupsieger mit dem EHC Kloten
- 2020 NL Media Swiss All-Star Team
- 2023 Spengler-Cup-Gewinn mit dem HC Davos

### International
- 2025 Silbermedaille bei der Weltmeisterschaft

## Karrierestatistik
Stand: Ende der Saison 2023/24

### International
Vertrat die Schweiz bei:
- U20-Junioren-Weltmeisterschaft 2018
- Weltmeisterschaft 2022
- Weltmeisterschaft 2025

(Legende zur Spielerstatistik: Sp oder GP = absolvierte Spiele; T oder G = erzielte Tore; V oder A = erzielte Assists; Pkt oder Pts = erzielte Scorerpunkte; SM oder PIM = erhaltene Strafminuten; +/− = Plus/Minus-Bilanz; PP = erzielte Überzahltore; SH = erzielte Unterzahltore; GW = erzielte Siegtore; 1 Play-downs/Relegation; Kursiv: Statistik nicht vollständig)